# Adonea fimbriata
Espèce
Synonymes
- Adonea capitata Simon, 1876
- Storkaniella janinensis Kratochvíl & Miller, 1940

Adonea fimbriata est une espèce d'araignées aranéomorphes de la famille des Eresidae.

## Distribution
Cette espèce se rencontre en Algérie, en Tunisie, en Grèce et en Israël,..
Sa présence est incertaine au Maroc.

## Description
Le mâle syntype mesure 12 mm.
La femelle décrite par Simon en 1876 sous le nom Adonea capitata mesure 16 mm.

## Systématique et taxinomie
Cette espèce a été décrite par Simon en 1873.
Adonea capitata a été placée en synonymie par Simon en 1892.
Storkaniella janinensis a été placée en synonymie par Lehtinen en 1967.

## Publication originale
- Simon, 1873 : « Aranéides nouveaux ou peu connus du midi de l'Europe. (2e mémoire). » Mémoires de la Société royale des sciences de Liège, sér. 2, vol. 5, p. 187-351, réimprimé seul p. 1-174 (texte intégral).